# Ildefonso de las Muñecas
Ildefonso Escolástico de las Muñecas (San Miguel de Tucumán; 15 de agosto de 1776 - Guaqui, Intendencia de La Paz, Imperio español; julio de 1816) fue un sacerdote católico y líder guerrillero de la guerra de independencia del Alto Perú (hoy occidente de Bolivia). Comandó las guerrillas de la región de Larecaja, que involucraba parte de los partidos de Yungas y Apolobamba.

## Orígenes
Era hijo del doctor Juan José de las Muñecas y de la patricia Elena María Alurralde.
Estudió teología en la Córdoba, Chuquisaca y Lima, y llegó a ser rector de la Catedral de Cusco.
En 1809 participó del levantamiento popular de La Paz, pero fue perdonado por su investidura eclesiástica.

## La revolución en Cuzco y La Paz
Se sumó a la Rebelión del Cuzco del 3 de agosto de 1814, organizado por los hermanos Angulo y el general indígena Mateo Pumacahua, que llegó a dominar varias provincias del Virreinato del Perú por un corto tiempo. El jefe militar Juan Manuel Pinelo, ayudado por el cura Muñecas, abrió una campaña hacia Puno y La Paz, ciudad que fue sitiada y tomada sangrientamente el día 24 de septiembre.
La ciudad fue atacada por la avanzada del ejército realista el 2 de noviembre, en la Batalla de Achocalla.
Pinelo y Muñecas retrocedieron rápidamente hacia Puno, con algunos centenares de seguidores. Hacia allí marchó también Pumacahua, y fueron vencidos en la sangrienta batalla de Umachiri, del 10 de marzo de 1815.

## Larecaja
Mientras la mayor parte de los dirigentes independentistas eran capturados y ejecutados, el cura Muñecas se retiró con 200 hombres hacia la otra orilla del Lago Titicaca, rodeándolo, ocupando la provincia de Larecaja, un amplio y escabroso valle, separado de la ciudad de La Paz por el Nevado de Illampu. Situó la capital de su republiqueta en la localidad de Ayata. Se la conoce como Republiqueta de Larecaja, y llegó a contar con varios miles de combatientes, pésimamente armados y técnicamente mal dirigidos, pero expertos conocedores de la región y con buenos vínculos en todas las zonas en que operaban.
Desde allí envió varias pequeñas expediciones sobre La Paz, logrando complicar las operaciones del ejército realista. El gobernador de La Paz, José María Landavere, contaba con escasas fuerzas para hacerle frente, por lo que debió concentrarse en repeler los ataques de Muñecas y de la Republiqueta de Ayopaya, comandada por José Miguel Lanza.
A mediados de 1815, ingresó en territorio del Alto Perú la Tercera expedición auxiliadora al Alto Perú, al mando del general José Rondeau. Muñecas, Lanza y todos los jefes de republiquetas ayudaron al avance del Ejército del Norte, logrando algunos éxitos, como la captura de Cochabamba. En La Paz, en cambio, algunas pequeñas victorias no cambiaron sustancialmente la situación.
Sin embargo, con la ayuda de algunos jefes indígenas como Carrión y Monroy, detuvo durante varios días sobre el río Desaguadero, límite entre el Perú y el Alto Perú, a las fuerzas de Ramírez Orozco, que retornaban desde Puno. Pese a su heroica resistencia, fueron finalmente derrotados en los Altos de Paucarcolla. Los jefes indígenas fueron ejecutados – excepto Monroy, que se suicidó – pero Muñecas logró huir, y regresó a Larecaja. Allí reorganizó sus fuerzas, y volvió a lanzar ataques esporádicos sobre las inmediaciones de La Paz.

## Derrota y muerte
No obstante el enorme apoyo popular con que contaba el Ejército del Norte, la impericia de sus jefes los llevó a un desastre en la batalla de Sipe-Sipe, con lo que debieron huir hacia la provincia de Salta. Las republiquetas y sus jefes guerrilleros quedaban abandonados a su suerte.
Una vez asegurado el frente sur, el general Joaquín de la Pezuela se dedicó a destruir los focos de resistencia en el norte del Alto Perú. Después de la noticia de la derrota de la Republiqueta de La Laguna, dirigida por el coronel Manuel Asencio Padilla, el general Pezuela —– que acababa de ser nombrado Virrey del Perú —– ordenó un doble ataque sobre Larecaja: el coronel Agustín Gamarra (el cual conocía la región y se hizo guiar por desertores de la fuerza de Muñecas) avanzaría desde La Paz, y el coronel Aveleira desde el norte, partiendo de Puno. Ambas fuerzas reunidas alcanzaron y derrotaron el 27 de febrero de 1816 a un ejército mucho mayor – pero mucho peor armado – al pie del Nevado de Sorata, cerca de Sorata, en la cordillera de Cololó, hecho conocido como combate de Choquellusca. Todos los prisioneros fueron ejecutados, entre ellos el segundo de Muñecas, Juan Crisóstomo Esquivel; pero, una vez más, Muñecas logró huir. Gamarra retrocedió hacia La Paz, después de destruir todos los poblados en que sospechó que se ayudaba a los guerrilleros, mientras Muñecas lograba se refugió en una nueva en Camata, en donde fue entregado.
Casi simultáneamente, en Cinti, era derrotado y ejecutado el caudillo Vicente Camargo. Otros jefes corrieron una suerte similar.
No fue ejecutado debido a su condición sacerdotal. Por orden de Pezuela, fue trasladado a las Casamatas del Callao.
En viaje al bajo Perú, el oficial que lo conducía ordenó su muerte junto a sus acompañantes, fingiendo creer que intentaban fugarse. Algunos autores creen que esa orden había sido dada por el propio Pezuela. Murió cerca del río Desaguadero en fecha incierta de julio del año 1816. Su baja fue notificada al Congreso de Tucumán desde el frente de combate por el coronel del ejército independentista y diputado por Chichas Juan José Feliciano Fernández Campero, marqués de Yavi.

## Calles con su nombre
En la ciudad de San Miguel de Tucumán, Tucumán, Argentina, existe una calle con su nombre, que inicia su numeración en el cruce con la Av. 24 de Septiembre, y su sentido de circulación es de sur a norte; entre los números 1 y 300, se convirtió en peatonal, recibiendo  el nombre de Peatonal Celestino Gelsi.
También en las ciudades de Buenos Aires (Argentina), La Paz (Bolivia) y en el distrito de San Isidro de Lima (Perú) existen calles con el nombre de Muñecas. En la ciudad del Cusco, Perú, sigue en pie la casa que fue su residencia durante los años que fue párroco de la Catedral del Cusco la misma que forma parte de la Zona Monumental del Cusco declarada como Monumento Histórico del Perú. Asimismo, en 1983 al ser parte del casco histórico de la ciudad del Cusco, forma parte de la zona central declarada por la UNESCO como Patrimonio Cultural de la Humanidad.
En el Partido de La Matanza también se encuentra una calle con su nombre, situada en la intersección de la Avenida Carlos Casares altura al 4600, de la localidad de Gregorio de Laferrere